# 국사수정공정
국사수정공정(國史修訂工程, 중국어: 国史修订工程, 영어: national history revision project)은 중화인민공화국이 공인 역사서를 발굴하는 중화서국(中華書局)을 중심으로 2005년이후 오는 2015년 완성을 목표로 25사(25史·전설의 황제(黃帝)부터 명나라까지의 정사인 24사와 청나라 역사인 청사고(淸史稿)를 합친 중국의 공인 정사)를 전면 수정·보완하는 '국사수정공정(國史修訂工程)'을 벌이고 있는 공정을 말한다.
이와 함께 진행하고 있는 요하공정(遼河工程)은 중화인민공화국 동북부 요하지역의 역사와 현황에 관련하여 제시된 공정의 하나로 정식 명칭은 2003년 6월부터의 '중화문명탐원공정'(中華文明探源工程)이며 일명 뿌리찾기 운동을 말한다. 중화인민공화국은 황하 문명(黃河文明)보다 빠른 요하문명(遼河文明)을 중화문명의 뿌리로 규정하고 있다.

## 요하공정의 목적
국내의 학계에서는 중화문명탐원공정은 중국의 시간적 영토를 확장하려는 것으로 평가하고 동북·서남·서북공정은 공간적 영토를 넓히려는 작업으로 바라보고 있다.

## 같이 보기
- 훙산 문화
  - 요하공정
- 동북아 역사재단
- 변강사지 연구중심
- 탐원공정
- 서남공정
  - 티베트
- 서북공정
  - 위구르족
- 존화양이(尊華攘夷)
- 화이동근(華夷同根)
- 통일적 다민족국가론

## 관련 기사
- 「동북공정」[깨진 링크(과거 내용 찾기)], 동북아역사재단
- '동북공정' 학술적 결과에 따라 대응 방침-YTN 뉴스 2006-09-05
- 발해史까지 집어삼키려는 中 동북공정… “정부 뭐하냐” 비난 여론 거세-네이버 뉴스 2006-09-06
- 노대통령 "동북공정에 유감"-네이버 뉴스  2006-09-11
- 학계, 동북공정 반박 본격화-YTN 뉴스 2006-09-14
- 케네디 교수 "中 동북공정은 내부문제 관심 돌리려는 것"[깨진 링크(과거 내용 찾기)]-스타 뉴스 2006-09-16
- 中 드라마까지 ‘동북공정’-네이버 뉴스 2007-02-03
- '중국 웅녀'도 마늘?, 단군신화마저 동북공정 보관됨 2015-01-02 - 웨이백 머신-조선닷컴 2007-10-02
- 2007 남북정상선언 中 동북공정-日 역사왜곡에 한목소리 대응 기대-문화일보 2007-10-05